# Inmigración búlgara en Argentina
La inmigración búlgara en Argentina comenzó entre las décadas de 1920 y 1930 y conoció distintos períodos. La mayoría de los inmigrantes eran campesinos procedentes del norte de Bulgaria. Se establecieron sobre todo en la Provincia de Chaco. También hay registros de otros grupos de la colectividad en Berisso (provincia de Buenos Aires) y Comodoro Rivadavia (provincia de Chubut).

## Oleadas migratorias
Pueden distinguirse dos períodos migratorios en la llegada de búlgaros a la Argentina. La primera gran oleada tuvo lugar entre 1920 y 1930. Una segunda corriente arribó entre los años 1937 y 1938.[cita requerida]
La mayoría de los inmigrantes procedían de las provincias de Vratza, Pleven y Shumen, zonas donde había llegado la propaganda de las compañías marítimas que los reclutaban.

### Cifras
Es difícil establecer con precisión el número de búlgaros y descendientes de búlgaros que viven o vivieron en Argentina. Se ha documentado, sin embargo, que entre 1923 y 1929 ingresaron a la provincia del Chaco unos 1166 búlgaros por cuenta de planes migratorios promovidos por el estado. Esa cifra no incluye a quienes se desplazaron por su cuenta.[cita requerida]

## Lugares dónde se establecieron

### Chaco

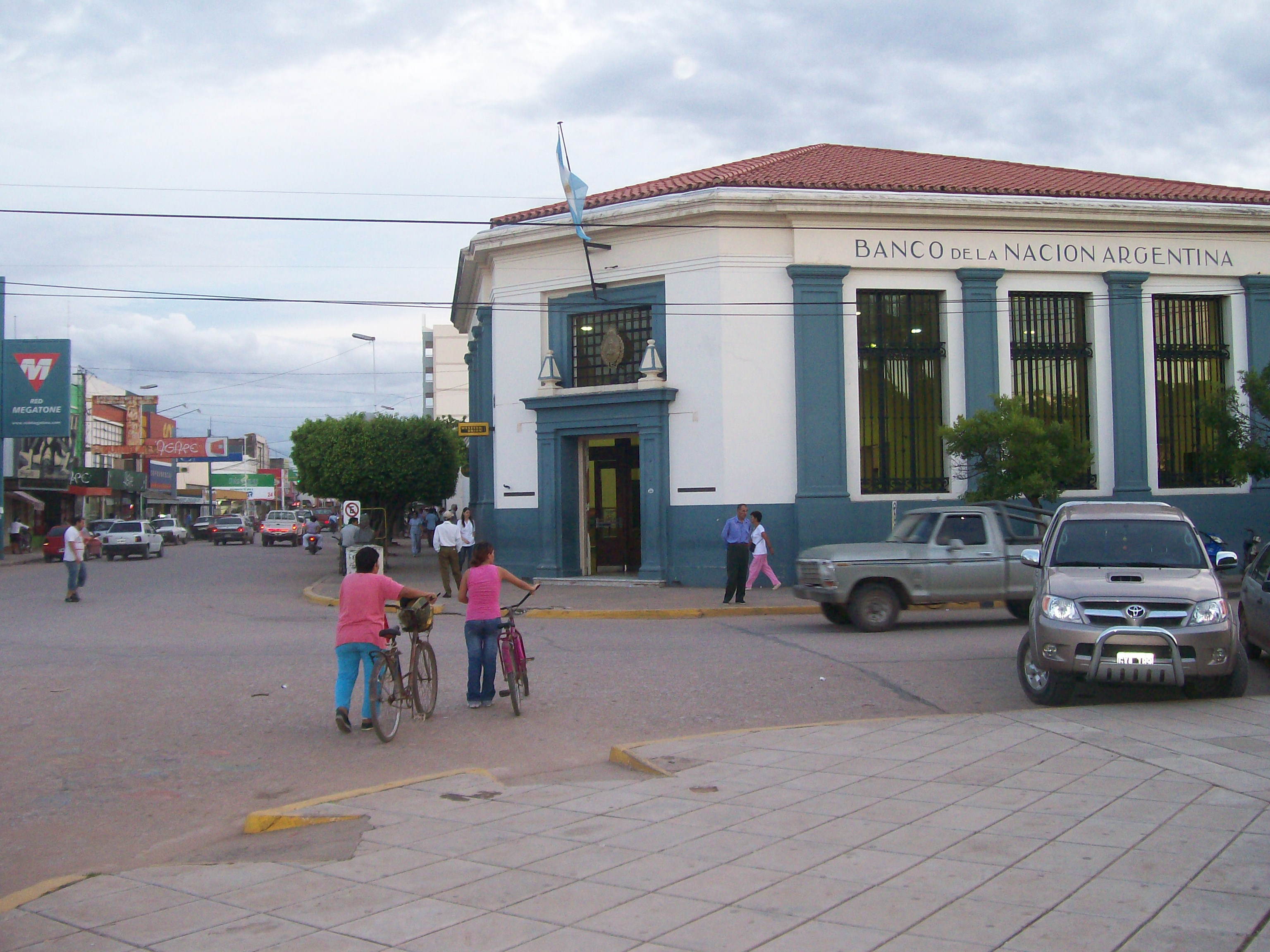
Esquina céntrica de Roque Saénz Peña, ciudad chaqueña en la que se establecieron muchos inmigrantes búlgaros.

Las mayores agrupaciones de descendientes de búlgaros se encuentran en la ciudad de Saénz Peña y en Las Breñas.[cita requerida]
Los primeros inmigrantes fundaron una serie de instituciones destinadas a preservar la identidad y cultura búlgaras. Así, en 1939 se creó el Club Cultural Búlgaro Macedónico (para mantener la tradición del alfabeto cirílico). En 1953, la colectividad búlgara de Saénz Peña fundó la comunidad "Jristo Botev", en homenaje al héroe nacional contra la dominación turca. Los socios fundadores fueron: Constantino Marcoff Gortchoff, Boris Atanasoff, Anastacio Atanasoff, Nicolas Ninoff, Jordan Coicheff, Jordan Dacoff, Stoian Genoff, Yivko Petroff, Svetco Petroff, Alejandro Angeloff, Antonio Chicanoff, Ivan Pantaleff, Rene Guisdachi, Andrei Svetcoff, Juan Nacoff, Esteban Atanasoff, Dimitri E.Yamolieff, Stoian  Atanasoff, Stoian Ivanoff.[cita requerida]
En 2008, esa organización acogió un homenaje del gobierno de la provincia del Chaco hacia los descendientes de las numerosas colectividades extranjeras representadas en la ciudad, entre ellos italianos, españoles, croatas, checos, sirio-libaneses, alemanes, suizos, montenegrinos y franceses.

### Berisso
En Berisso, los búlgaros se radicaron para trabajar en la industria frigorífica local. Muchos de sus descendientes se agrupan hoy en la "Sociedad Cultural Búlgara Ivan Vazov".

### Comodoro Rivadavia
Según algunas hipótesis, la mayoría de los búlgaros que se radicaron en Comodoro Rivadavia eran varones solteros sin hijos. Esto pudo haberse debido a una política deliberada de inmigración y poblamiento que priorizó a quienes tenían familia para que fueran al Chaco. En cambio, los varones sin hijos fueron destinados como obreros a la actividad petrolera.